# Ступак Віталій Павлович
Ступак Віталій Павлович - український плавець-ультрамарафонець, спортсмен-аматор, триатлоніст та Ironman, дворазовий підкорювач двадцятисемикілометрового марафонського запливу на острові Орта в Італії, срібний чемпіон ультразапливу в Каламаті, Греція (30 км), учасник першого в Україні пентамаратону (50 км) у 2020 році та ультрамарафону Legendary swim (33 км) у 2020-му році, другий українець, який переплив протоку Ла-Манш та перший українець, якому вдалося підкорити Північну протоку.

## Біографія
Народився 9 червня 1977 року у Львові. З дитинства був дуже хворобливою дитиною, у нього був параліч ніг. Лікарі рекомендували “витягування” та різноманітні вправи у басейні, як лікувальну процедуру. Проте юний Віталій терпіти не міг тих занять, а найбільший страх на нього навіював 50-ти метровий басейн. Тоді він навіть не міг уявити, що в дорослому віці саме в такому басейні буде готуватися до своїх ультразапливів. В атлета немає спеціальної спортивної освіти, проте вже понад 20 років він працює спортивним масажистом. Віталій - батько трьох дітей, економіст-бухгалтер за освітою.

### Участь у спортивних змаганнях
|    | Назва                      | Рік  | Країна   |
| -- | -------------------------- | ---- | -------- |
| 1. | Ocean Lava Куіv IM 70.3    | 2015 | Україна  |
| 2. | Ironman Budapest 70.3      | 2016 | Угорщина |
| 3. | Ocean Lava Kharkiv IM 70.3 | 2016 | Україна  |
| 4. | Ironman Mallorca           | 2016 | Іспанія  |

|    | Назва                         | Рік  | Країна         | Дистанція |
| -- | ----------------------------- | ---- | -------------- | --------- |
| 1. | Oceanman Lago D'orta          | 2015 | Італія         | 14 км     |
| 2. | Lago D'orta Marathon Swim     | 2018 | Італія         | 27 км     |
| 3. | Oceanman Lago D'orta          | 2019 | Італія         | 14 км     |
| 4. | Lago D'orta Marathon Swim     | 2019 | Італія         | 27 км     |
| 5. | Ultraoceanman Kalamata Greece | 2019 | Греція         | 30 км     |
| 6. | Pentamaraphon Ukraine         | 2020 | Україна        | 50 км     |
| 7. | Legendary Swim                | 2020 | Україна        | 33 км     |
| 8. | English Channel (La Manche)   | 2021 | Великобританія | 56 км     |
| 9. | The North Channel             | 2022 | Великобританія | 35 км     |

## Заплив через протоку Ла-Манш
Заплив через Ла-Манш вважають одним із найскладніших завдань у світі, він належить до “Виклику семи океанів”, де атлети-марафонці підкорюють сім надскладних дистанцій у відкритій воді. Для того, щоб здобути офіційне визнання, спортсменам можна використовувати лише окуляри, шапку, затискач для носа та затички для вух. Спортсмени перепливають відрізок між Англією і Францією у найвужчій його ділянці, що становить близько 33 км, однак сильна течія може суттєво збільшити цю дистанцію, а відсутність гідрокостюма ускладнює завдання. Температура води в протоці влітку і на початку осені, коли найчастіше влаштовують запливи — 15-18ºC.
Віталій стартував з англійського берега міста Дувера і плив у напрямку Франції. Загальна відстань - 35 миль (56 км). Цю дистанцію він подолав з результатом 14 годин 32 хвилини: заплив відбувся 20-го серпня і тривав з 8:30 до 23:04 год за британським часом. Свій заплив Віталій присвятив 30-ти річчю Незалежности України. Віталій Ступак став другим українцем у світі, хто подолав Ла-Манш після Ігоря Ненька. Проте Асоціація плавання на Ла-Манші нагордила Віталія титулом «Відкриття країни», що означає, що людина з цієї країни вперше перепливала канал. Такі дії зумовлені тим, що вони з Ігорем здійснювали свій заплив від різних федерацій, тому цей результат було зараховано як початковий. Також у 2021 році Віталія нагородили меморіальним трофеєм П’єра ван Ворена «Заплив у надскладних умовах» та нагородою Ніко Нестора "Заплив за мир".

## Підкорення Північного каналу
Віталій Ступак розпочав свій заплив через Північний канал, який розташований між Ірландією та Шотландією, о 5-й ранку і завершив о 18.53 за британським часом. Спортсмен плив 13 годин та 53 хвилини у воді, температура якої не перевищувала 15 градусів за Цельсієм. За цей час він подолав 35 кілометрів. Ця подія стала історичною для України, адже до Віталія Ступака жоден українець не перепливав Північний канал. Також спортсмен став 109 людиною в історії, яка змогла подолати опір Північного каналу з його течіями, швидкість яких подекуди сягала 12 кілометрів за годину.

### Підготовка до запливу
Заявку на заплив спортсмен подав у листопаді 2021 року. У червні 2022 отримав позитивну відповідь щодо візи та запливу і розпочав підготовку. До запливу готувався в Україні, у відкритому басейні. Хоч температура води в басейні була зависокою, бо тренування припали якраз на липень-серпень, однак вибору не було, адже через повномасштабну війну більше варіантів у спортсмена-аматора не було. Напередодні старту організатори запливу особисто зустрілися з Віталієм та його командою і дали дозвіл плисти з Шотландії в Ірландію.

### Перебіг запливу
Для кожного учасника надають коридор у кілька днів для здійснення запливу. У Віталія це було з 3-го до 8-го вересня. Проте погода була дуже мінливою, тому заплив переносили з дня на день. В останній день, 7-го вересня, надійшло повідомлення про те, що існує імовірність 30%, що команда зможе плисти, а о 19.00 того ж дня команді офіційно підтвердили, що вони стартують о 3-й ранку 8-го вересня. О 5-й ранку Віталій розпочав свій заплив.
На дистанції було багато медуз, отож практично всі учасники зазвичай після запливу роблять фото з опіками. Віталія також одна вжалила, проте, на щастя, опіку не залишила. Під час запливу до атлета приєдналися дельфіни. Цікаво, що це сталося після того, як на супроводжувальному човні ввімкнули пісню Кузьми Скрябіна "З дельфінами по той бік моря". Вважається, що дельфіни - це хороший знак.
Під час таких тривалих запливів у холодній воді не можна робити перерв, відпочивати чи просто лежати на спині, адже течії дуже сильні і можуть легко знести з курсу, також вагомим фактором є температура води: якщо не будеш рухатися, то швидко змерзнеш. Перерва для спортовця в середньому складала 15 – 20 секунд для того, аби попити води чи з’їсти гелю. Під час цього запливу у Віталія були проблеми з харчуванням, тому десь половину запливу він вживав лише гарячу воду і не міг їсти.

### Мотивація
Як і кожне своє досягнення, цей заплив Віталій присвятив  Україні, аби показати в такий надскладний час, у період повномасштабної війни, що  Україна незламна, і на всіх фронтах українці демонструють силу й цілеспрямованість своєї нації. Щоразу під час запливу з лівого борту корабля, який супроводжує Віталія, майоріє прапор України, а сам він пливе з  правого борту. Так було і під час запливів у Греції, і на острові Орта в Італії. І ось так, гребок за гребком, — зі Шотландії в Ірландію український прапор перетнув протоку разом з атлетом.

## Нагороди
«Заплив у найскладніших умовах» (Меморіальний трофей П’єра ван Ворена) 2021 - нагорода від Асоціації плавання під Ла-Маншем [Channel Swimming Association]
«Відкриття країни» 2021 - нагорода від Асоціації плавання під Ла-Маншем [Channel Swimming Association]
Нагорода Ніко Нестора "Заплив за мир" 2021 - нагорода від Асоціації плавання під Ла-Маншем [Channel Swimming Association]